# Ізоклінальне залягання
Ізоклінальне залягання (рос. изоклинальное залегание, англ. isoclinal bedding; нім. isoklinale Lagerung f) — залягання гірських порід на крилах ізокліналей. Харак-теризується однаковим нахилом і багатократним повторенням одних і тих же пластів.